# Pierre-Mathurin Mercier la Vendée
Pour les articles homonymes, voir Pierre Mercier et Mercier.
Pierre Mathurin Mercier dit la Vendée, né le 16 juillet 1774 au Lion-d'Angers en France et mort le 21 janvier 1801 à La Motte en France, est une personnalité militaire, commandant de la légion de Vannes et de l'Armée catholique et royale des Côtes-du-Nord lors de la Chouannerie et de la Guerre de Vendée.

## Ses origines
Pierre Mathurin Mercier est né le 16 juillet 1774 au Lion-d'Angers en Maine-et-Loire, il est le fils de Pierre Mercier et Lucrèce Touzé, aubergistes à la Boule d'or du Lion-d'Angers.
Originaire d'une famille bourgeoise « distinguée par ses mœurs et par sa probité », il avait reçu une très bonne éducation. Ses parents déménagent à Château-Gontier en 1784 et y tiennent l'hôtellerie du Louvre.

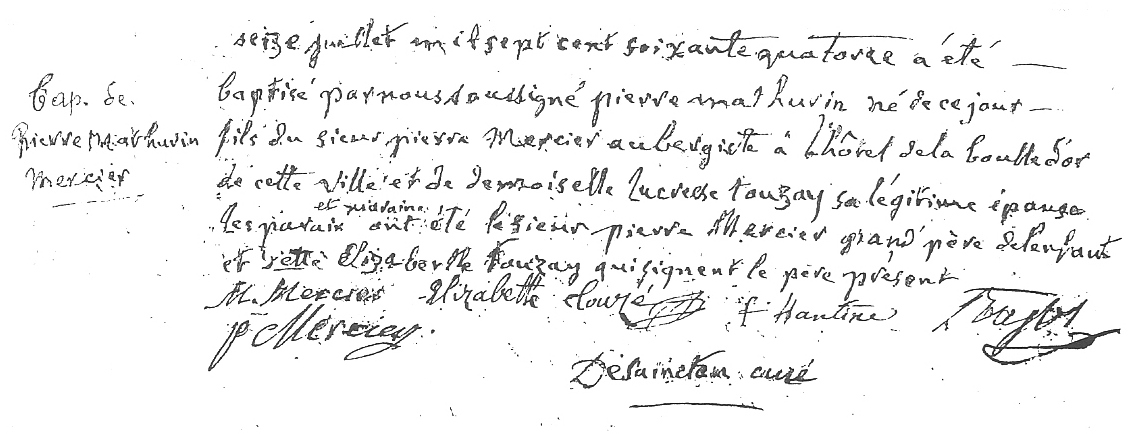
Acte de baptême de Pierre-Mathurin Mercier.

## L'insurrection vendéenne
Concerné par la levée des 300 000 hommes, lorsqu'il apprit, vers la fin de 1793, que les habitants de la Vendée s'étaient armés pour la défense du trône, il partit avec quelques jeunes gens pour se ranger sous leurs drapeaux. Quoiqu'il fût à peine âgé de dix-neuf ans, on lui confia le commandement d'une compagnie ; et il fit, comme capitaine, toutes les campagnes de cette époque jusqu'à la bataille du Mans, où il faisait partie du corps qui soutint avec courage les attaques des républicains près de Pont-Lieue. Après la déroute de l'armée royale, n'ayant pu repasser la Loire, il se rendit en Bretagne avec Georges Cadoudal, avec qui il se lia bientôt d'une étroite amitié. Il fut chargé en 1794 du commandement d'une des divisions insurrectionnelles du Morbihan, et il acquit dans cette contrée une grande influence. Les royalistes ayant éprouvé dans ce temps-là quelques échecs, Mercier et Cadoudal furent surpris par une colonne républicaine, et traînés dans une prison de Brest, d'où ils réussirent à s'échapper au bout de quelques mois.
Revenus au milieu des royalistes du Morbihan, ils y reprirent leurs fonctions ; et, dans le mois de juin 1795, ils se dirigèrent vers Quiberon pour protéger le débarquement de l'armée royale. Après la catastrophe qui termina cette entreprise, et lorsque le chevalier de Tinténiac eut péri, Cadoudal et Mercier ramenèrent les royalistes bretons dans le Morbihan, et ils en furent dès lors les véritables chefs. Mercier fit ensuite un voyage à l'île d'Yeu, et il y fut présenté au comte d'Artois, qui goûta beaucoup son esprit et ses manières franches et loyales. Le 15 juin 1797, il reçut de ce prince le brevet de maréchal de camp. Ce fut à cette époque qu'à l'exemple de Cadoudal il accepta l'amnistie des républicains, et qu'il parut déposer les armes. Mais ne perdant pas de vue le but de toutes ses actions, le rétablissement de la monarchie, il continua secrètement à diriger l'organisation de ses troupes, à entretenir leur zèle ; et ce fut ainsi que, dès le commencement de 1799, il fut en mesure de le faire éclater. Envoyé à cette époque à Londres, auprès du comte d'Artois, il pressa vivement des envois d'armes et d'argent ; et dès qu'il les eût obtenus, il revint en Bretagne, où il s'empara de Saint-Brieuc dans les premiers jours de janvier, et y délivra les prisonniers royalistes. Cet exploit attira sur lui l'attention des républicains ; ils l'environnèrent de forces nombreuses, et lui tendirent des embûches, dans l'une desquelles il fut tué le 21 janvier 1801 à La Motte, près de Loudéac. Sa mort provoqua la fureur du chef local Dujardin contre la commune de La Motte, accusée d'avoir livré Mercier.
Ses restes mortels sont déposés dans le monument de Cadoudal, à Auray.

## Fratrie/Descendance
- François Mercier, son frère, chouan et l'un des chefs de la compagnie de Fromentières
- Marie-Lucrèce Mercier (1776-1831), dite la fiancée de Cadoudal. Elle devient ursuline à Château Gontier ;
- Félix-Élie Mercier, puis Mercier La Vendée (1781-1846), notaire. Il obtient par ordonnance royale du 10 janvier 1815 le droit d’attacher à son nom celui de « La Vendée », dont descendance.

## Sources
- « Pierre-Mathurin Mercier la Vendée », dans Louis-Gabriel Michaud, Biographie universelle ancienne et moderne : histoire par ordre alphabétique de la vie publique et privée de tous les hommes avec la collaboration de plus de 300 savants et littérateurs français ou étrangers, 2e édition, 1843-1865 [détail de l’édition]
- Pierre Cochard, Pierre Mercier dit la Vendée, Office du Tourisme - 49220 Lion d'Angers.
- Odile Halbert : Famille Huet page 8
- Odile Halbert : Histoire de Mercier la Vendée